# Mas Rufí
Mas Rufí és una masia de Riudellots de la Selva (Selva) inclosa a l'Inventari del Patrimoni Arquitectònic de Catalunya.

## Descripció
És tracta d'un mas que ha sofert una restauració recent que ha canviat força la seva fesonomia exterior. Originalment era una construcció de tres crugies, dues plantes i vessants a laterals, amb un porxo adossat al costat esquerre i un cos afegit que prolongava el costat dret. En la remodelació es va aixecar una planta el cos central de manera que els dos cossos laterals han quedat amb la coberta a un nivell més baix. La façana principal conserva el portal d'entrada rectangular amb llinda monolítica i dues de les finestres emmarcades en pedra amb ampit motllurat, però s'hi han fet noves obertures seguint l'estil de les originals i, a les golfes, hi ha una finestra geminada d'arc de mig punt de rajol vist. El porxo actualment és el garatge. El parament és arrebossat sense pintar. Pel que fa a l'interior, la sala central presenta una volta de rajols nova igual que l'original i es conserva en una de les portes una llinda de pedra amb la inscripció “Francesc Rufí Me Fecit 1702”.

## Història
El Mas Rufí va ser totalment restaurat l'any 1995. Una part dels treballs va ser feta gràcies a una subvenció de la Generalitat de Catalunya.